# Axel Jensen

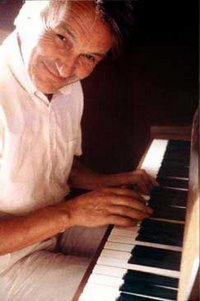
Axel Jensen 2002, im Restaurant Telegrafen in Drøbak, Norwegen

Axel Buchardt Jensen (geboren am 12. Februar 1932 in Trondheim; gestorben am 13. Februar 2003 in Kristiansand) war ein norwegischer Schriftsteller.

## Leben
Axel Jensen stammte aus einer wohlhabenden norwegischen Familie. Er war Sohn von Dagny Teodora (geb. Buchardt, 1908–1998) und Finn Reidar Jensen (1901–1969), dem Besitzer einer der größten Wurst- und Konservenfabriken Norwegens. Nach der Schulzeit brach Jensen 1952 zur ersten von vielen folgenden großen Reisen auf, die ihn bis zu einem langen Aufenthalt in der Sahara führte. Im Anschluss an seine Rückkehr 1955 veröffentlichte er experimentelle Texte, Gedichte und Kurzgeschichten, zunächst auf eigene Kosten, wenige auch in Aftenposten, einer der führenden norwegischen Zeitungen.
Nach den ersten schriftstellerischen Erfolgen begab sich Jensen Ende der 1950er Jahre mit seiner späteren ersten Frau Marianne Ihlen (1935–2016) auf die griechische Insel Hydra, wo sie sich der dortigen Künstlerkolonie anschlossen. 1958 heirateten sie in der englischen Kirche in Athen; im Januar 1960 wurde der gemeinsame Sohn Axel Joachim Jensen („Little Axel“) geboren. Kurz darauf verließ Jensen seine Familie endgültig und der damals ebenfalls auf Hydra lebende Leonard Cohen nahm dessen Rolle als Ersatz-Vater seines Sohnes und Liebhaber von Ihlen ein.
In zweiter Ehe war Jensen seit 1973 mit der indischen Psychologin Pratibha Jensen (geboren als Pratibha Inder Sen, 1935–2018) verheiratet.
Seit 1992 war Jensen an ALS erkrankt, einer Muskelerkrankung, die ihn nach einigen Jahren dauerhaft ans Krankenbett fesselte und letztlich seinen Tod verursachte.

## Werk

### Romane
Als junger Autor fand Jensen erste Anerkennung – bei der Literaturkritik wie beim Lesepublikum – mit sprachlich und inhaltlich experimenteller Literatur (Ikaros, 1957) sowie mit Künstlerromanen (Line, 1959; Joacim, 1961) mit autobiografischem Hintergrund.
Alle drei genannten Werke waren in Norwegen erfolgreich und wurden zudem in andere Sprachen übersetzt, ebenso wie der chronologisch folgende Roman Epp (1965), mit dem sich Jensen einem Genre zuwandte, das er mit Lul (1992) und Og resten står skrivd i stjernene (1995) 30 Jahre später wieder aufgriff: dem zivilisationskritischen, dystopischen Zukunfts-Roman. Das letztgenannte Werk umfasst Neuausgaben von Epp und Lul, behandelt außerdem weitere Episoden mit Protagonisten einer fremden Welt auf einem anderen Planeten.
Seine eigene Jugend und sein Erwachsenwerden als Außenseiter seiner Familie und der bürgerlichen Gesellschaft behandelte Jensen in mehreren, ironisch gefärbten autobiografischen Romanen (Junior, 1978; Senior, 1979; Jumbo, 1998).

### Essay und Publizistik
Aus Jensens essayistischem und publizistischem Werk erhielten zwei zentrale Themen besondere öffentliche Aufmerksamkeit: Einerseits beschrieb der Autor kritisch die Zwänge des norwegischen Gesundheitssystems: Aus eigener Erfahrung betonte er das Recht auch schwer erkrankter Patienten auf ein erfülltes Leben im eigenen Haushalt (Artikelsammlung Pasienten i sentrum, 1998).
Andererseits setzte er sich engagiert für die Freiheit des Wortes und der Meinungsäußerung ein – in Reaktion auf den Mordaufruf des iranischen Revolutionsführers Ruhollah Chomeini gegen Salman Rushdie (Essay Gud leser ikke romaner, 1994; Artikelsammlung Den øredøvende stillheten, 1997).
1994 wurde Jensen erster Preisträger des Ossietzky-Preises für Rede- und Meinungsfreiheit des norwegischen PEN-Verbands; 1996 folgte die Auszeichnung mit dem Fritt-Ord-Ehrenpreis für „seine innovative Dichtung und sein starkes Eintreten für die Meinungsfreiheit“.

## Auszeichnungen
- 1965 – Abraham Woursells Literaturpreis[8]
- 1992 – Cappelen-Preis[9]
- 1994 – Ossietzky-Preis des norwegischen PEN-Verbands[10]
- 1996 – Fritt-Ord-Ehrenpreis der Fritt-Ord-Stiftung[11]

## Veröffentlichungen (Auswahl)
Roman und Erzählung
- Ikaros, ung mann i Sahara. Illustriert von Frans Widerberg. J.M. Stenersens Forlag, Oslo 1999, ISBN 82-7201-262-6 (Erstausgabe: Cappelen, Oslo 1957).
deutsch: Ikaros, junger Mann in der Sahara. Aus dem Norwegischen ins Deutsche übertragen von Albrecht Leonhardt. Skulima, Heidelberg 1959.
- Line. Cappelen, Oslo 1990, ISBN 82-02-12797-1 (Erstausgabe: Cappelen, Oslo 1959; verfilmt 1961[12]).
deutsch: Und da kam Line. Aus dem Norwegischen ins Deutsche übertragen von Tabitha von Bonin. Skulima, Heidelberg 1960.
- Joacim. Cappelen, Oslo 1990, ISBN 82-02-12799-8 (Erstausgabe: Cappelen, Oslo 1961).
deutsch: Joachim. Aus dem Norwegischen ins Deutsche übertragen von Friedrich Waschnitius und Tabitha von Bonin. Skulima, Heidelberg 1966.
- Epp. Cappelen Damm, Oslo 2008, ISBN 978-82-02-28470-1 (Erstausgabe: Cappelen, Oslo 1965).
deutsch: Epp. Aus dem Norwegischen übersetzt von Heinrich Fauteck. Suhrkamp, edition suhrkamp, Band 206, Frankfurt am Main 1967.
- Mor India. Cappelen, Oslo 1974, ISBN 82-02-03111-7.
- Junior, eller Drømmen om pølsefabrikken som bibliotek. [aus dem Englischen] Oversatt og bearbeidet av Olav Angell etter et originalmanuskript: Porky and the miracle of his grandfather's factory. Cappelen, Oslo 1978, ISBN 82-02-03961-4 und ISBN 82-02-03960-6.
- Senior. [aus dem Englischen] Oversatt og bearbeidet av Olav Angell, Cappelen, Oslo 1979, ISBN 82-02-04425-1 und ISBN 82-02-04427-8.
- Lul. Cappelen, Oslo 1992, ISBN 82-02-13038-7 und ISBN 82-574-0977-4.
- Og resten står skrivd i stjernene. Cappelen, Oslo 1995, ISBN 82-02-15242-9.
- Jumbo. Redigert og bearbeidet av Olav Angell. Cappelen, Oslo 1998, ISBN 82-02-15915-6.

Essay und Publizistik
- Gud leser ikke romaner. En vandring i Salman Rushdies verden. Cappelen, Oslo 1994, ISBN 82-02-14481-7 [Essay].
- Den øredøvende stillheten. Artikler og ytringer om Rushdie-saken. Cappelen, Oslo 1997, ISBN 82-02-15934-2 [Artikelsammlung].
- Pasienten i sentrum. Rapport fra Nimbus. Cappelen, Oslo 1998, ISBN 82-02-18385-5 [Artikelsammlung].